# Národní park Podyjí

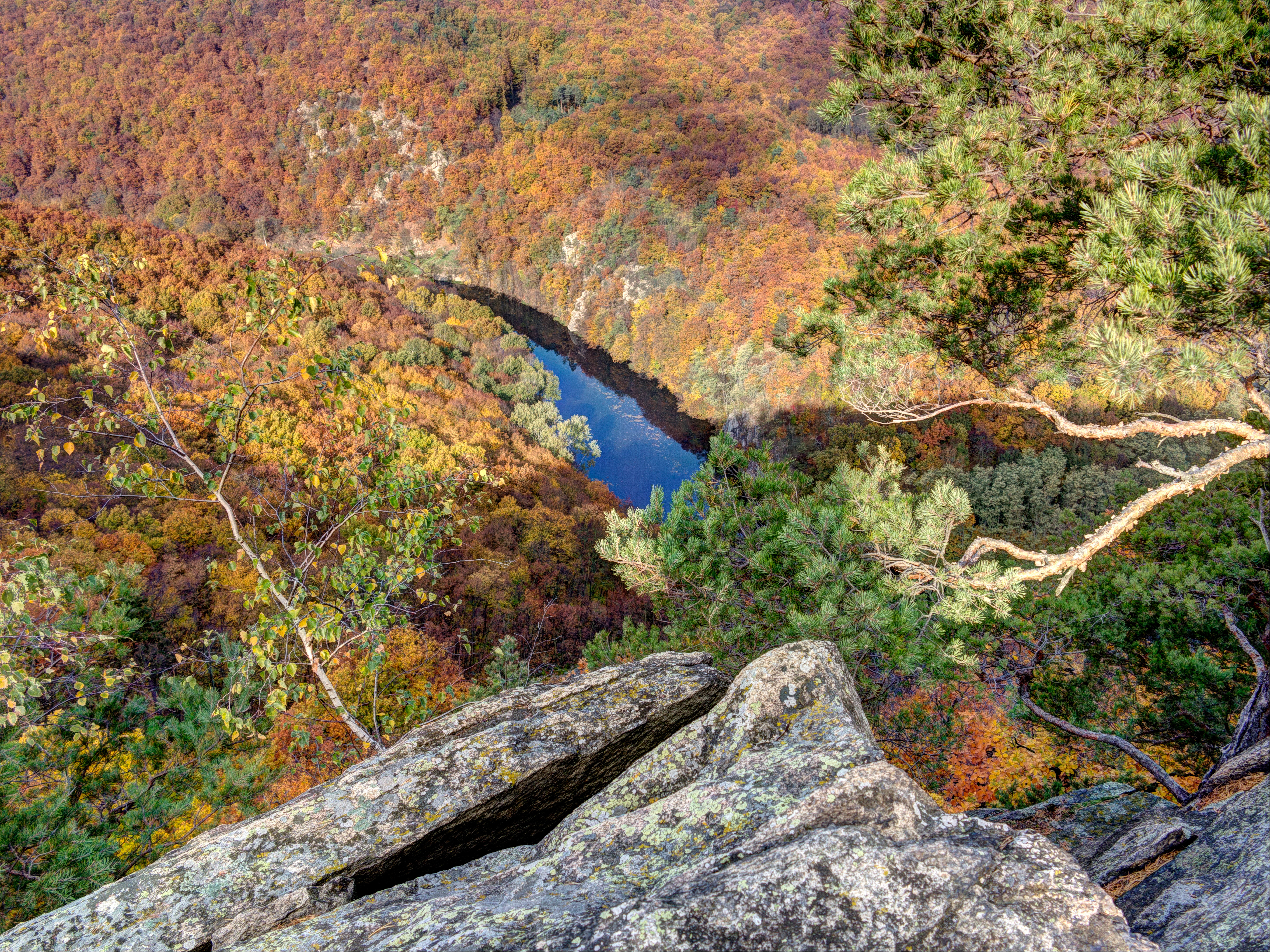
Herbststimmung am Sealsfield Stein

Der Narodní park Podyjí (deutsch Nationalpark Thayatal) ist ein Nationalpark in Tschechien. Er liegt in Südmähren und erstreckt sich größtenteils am linken Thayaufer zwischen Znaim (Znojmo) und Frain an der Thaya (Vranov nad Dyjí) auf einer Länge von etwa 40 km.
Mit dem auf österreichischer Seite liegenden Nationalpark Thayatal bildet er eine bilateral vereinbarte Einheit.
2,54 km² der Kernzone des Nationalparks sind als „Wildnis“ zertifiziert und gehören zu den Wilderness-Gebieten der European Wilderness Society.

## Entstehung

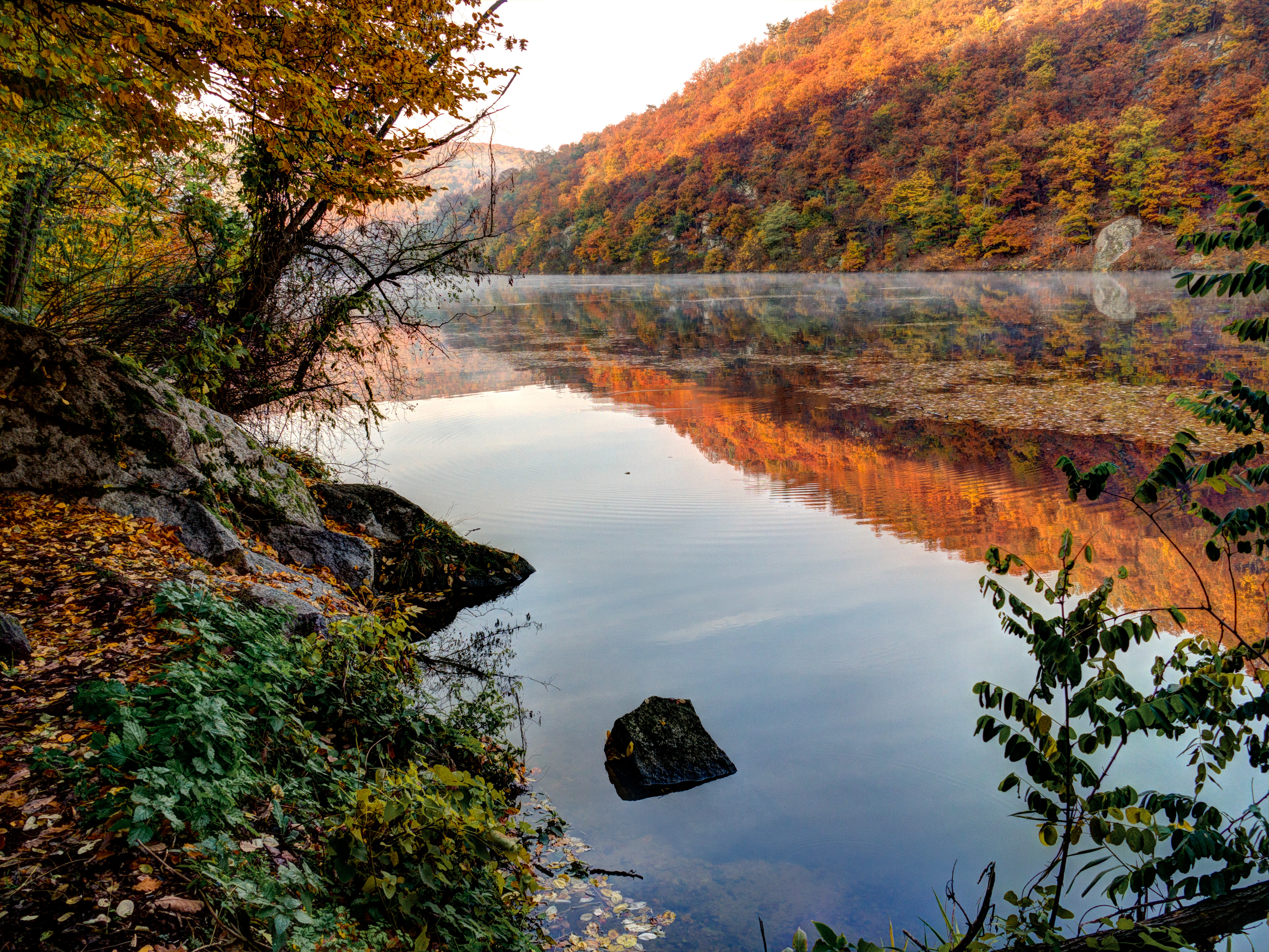
Morgenstimmung an der Thaya

Die ersten Schutzbemühungen reichen schon bis in das Jahr 1979 zurück, als ein 103 km² großes Gebiet unter Naturschutz gestellt wurde. Da sich das Gebiet unmittelbar am Eisernen Vorhang befand, war es öffentlich nicht zugängig und die Natur konnte sich ungestört entfalten.
Nach der Wende im Jahr 1989 wurde das Naturschutzgebiet zum 1. Juli 1991 durch die Regierungsverordnung der Tschechischen Republik Nr. 164 Kodex 1991 in einen Nationalpark überführt, der eine Fläche von 63 km² einbezog. Die eigentliche Schutzfläche beträgt 29 km².
Mit Beginn des Jahres 2000 wurde auch auf dem rechten Thayaufer auf österreichischer Seite der Nationalpark eingerichtet; seither erstreckt sich ein gemeinsames Schutzgebiet auf beiden Staatsgebieten, in dem man sich seit dem Schengener Abkommen ungehindert bewegen kann.

## Lage

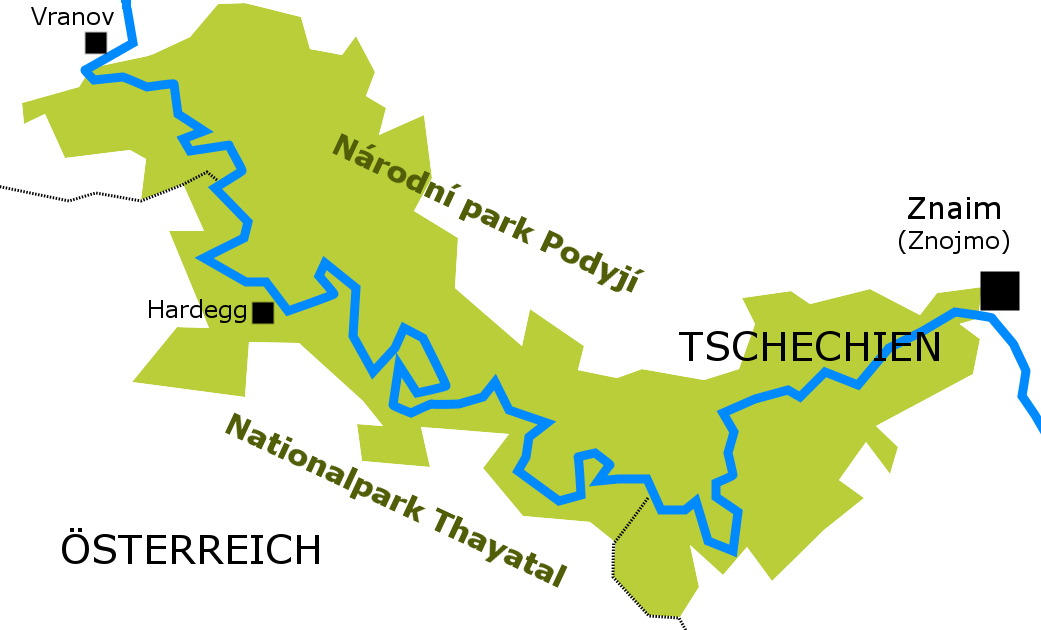
Bilateraler Nationalpark Podyjí - Thayatal

Die Thaya begrenzt gegen Süden den tschechischen Teil des Nationalparks durch ihr bis zu 220 m tief in die Böhmische Masse eingeschnittenes Tal. Die Thaya hat hier einen mäanderartigen Verlauf. Der höchste Punkt des Parks beträgt 536 m n.m., der tiefste Punkt liegt bei 207 m n.m.

## Flora
Der Park ist zu ca. 84 % bewaldet. Im Westen herrschen Tanne und Rotbuche vor. Im östlichen Teil findet man eher Hainbuchen, Robinien und Eichen. Aber auch andere, eher seltenere Holzarten findet man hier, wie Steinweichsel, Kornelkirsche, Zwergmispel oder Wacholder. In manchen Lagen findet man die Gemeine Pimpernuss, Alpenrose und den Bergahorn.
77 verschiedene besonders geschützte Pflanzenarten sind hier ebenfalls anzutreffen. Darunter sind Schwarzer Germer, Ausdauerndes Silberblatt, Wildes Alpenveilchen, Königskerze, Kuhschellen, Zweifarbeniris, Türkenbundlilie und 18 verschiedene Knabenkrautgewächse.

## Fauna
Durch das Schlägern der Eichenwälder im Mittelalter entstanden zahlreiche Viehweiden, die heute von einer großen Anzahl von verschiedenen Insektenarten bewohnt werden. Aber auch eine große Anzahl von Säugetieren belebt die Landschaft. So findet man Fischotter ebenso wie Große Bartfledermaus oder Feldspitzmaus. An die 152 Vogelarten, wovon zwei Drittel auch hier nisten, wie Schwarzstorch, Wiedehopf, Wespenbussard, Uhu oder Eisvogel leben hier.
An Reptilien sind die Äskulapnatter wie die Östliche Smaragdeidechse, an Amphibien der Feuersalamander und der Kammmolch zu finden. Die wesentlichsten Fische sind die Bachforelle und die Europäische Äsche.